# Catherine Vitinger
 (décembre 2022).
Catherine Vitinger, qui s'appellerait aussi Nima Zamar, est une juive française, ancienne espionne israélienne, auteure de deux livres autobiographiques.

## Biographie

### Enfance et éducation
Catherine Vitinger ou Nima Zamar seraient les noms d'une juive dont la mère a connu les camps de concentration. Cette dernière est devenue maniaco-depressive après le départ de son mari. D'origine niçoise, à 11 ans, elle fait des petits boulots à Paris. Elle a subi le viol de son père. Elle est originaire d'une famille de juifs errants. Elle réalise son Alya à 22 ans et s'installe en Israël où elle est recrutée par les services secrets israéliens.

### Carrière
Nima Zamar est l'un des noms opérationnels qu'elle reçoit lors de la trentaine, durant son service militaire en Israël. Elle déclare avoir été recrutée par les services spéciaux et enrôlée pour des actions d'antiterrorismes. Elle a infiltré le Hezbollah et les services secrets syriens.

### Vie privée
Elle s'est installée à Milan après avoir vécu à Paris. Elle a une fille dont le père est mort assassiné en "mission".

## Œuvres
- Je devais aussi tuer[5]
- Les terroristes sont parmi nous en 2013, chez Albin Michel[3].